# 22 juli
22 juli är den 203:e dagen på året i den gregorianska kalendern (204:e under skottår). Det återstår 162 dagar av året.

## Namnsdagar

### I den svenska almanackan
- Nuvarande – Magdalena och Madeleine
- Föregående i bokstavsordning
  - Madeleine – Namnet infördes på dagens datum 1986 och har funnits där sedan dess.
  - Magda – Namnet infördes på dagens datum 1986, men flyttades 1993 till 1 februari och utgick 2001.
  - Magdalena – Namnet infördes före 1901 genom att den äldre benämningen Maria Magdalena förkortades. Det har alltså funnits på dagens datum sedan gammalt och har inte flyttats.
  - Maria Magdalena – Namnet fanns, till minne av Maria från Magdala, som var en av Jesus mest kända kvinnliga följeslagare, på dagens datum sedan gammalt. Före 1901 förkortades det dock till Magdalena.
- Föregående i kronologisk ordning
  - Före 1901 – Maria Magdalena och Magdalena
  - 1901–1985 – Magdalena
  - 1986–1992 – Magdalena, Magda och Madeleine
  - 1993–2000 – Magdalena och Madeleine
  - Från 2001 – Magdalena och Madeleine
- Källor
  - Brylla, Eva (red.): Namnlängdsboken, Norstedts ordbok, Stockholm, 2000. ISBN 91-7227-204-X
  - af Klintberg, Bengt: Namnen i almanackan, Norstedts ordbok, Stockholm, 2001. ISBN 91-7227-292-9

### Finlandssvenska almanackan
- Nuvarande från 2020[1] – Lena, Malin, Madeleine, Magdalena, Lenita, Malena
- I föregående revideringar[a][2]
  - 1929–1963 – Magdalena, Malin
  - 1964–2004 – Magdalena, Malin, Lena
  - 2005–2009 – Magdalena, Malin, Lena, Madeleine
  - 2010–2014 – Magdalena, Malin, Malena, Lena, Madeleine
  - 2015–2019 – Magdalena, Malin, Malena, Madeleine, Lena, Lenita

## Händelser
- 259 – Sedan Sixtus II har avlidit året före väljs Dionysius till påve.[3] Under denna tid blir de kristna i romarriket fortfarande förföljda och därför har det dröjt nästan ett år efter Sixtus död, innan man har kunnat välja en ny påve.
- 1227 – En tysk styrka under ledning av greve Adolf IV av Holstein besegrar en dansk här, ledd av kung Valdemar Sejr i slaget vid Bornhöft. Detta blir ett avgörande nederlag för danskarna, som tvingas ge upp innehavet av den estniska ön Ösel och sina erövringar i Nordtyskland (utom Rügen) – den danska sydgränsen flyttas från floden Elbe till floden Eider. Därmed är det slut på det danska Östersjövälde, som har byggts upp sedan 1100-talet och den nya dansk-tyska gränsen, som utgör hertigdömet Schleswigs sydgräns, blir Danmarks sydgräns till 1806.
- 1298 – En engelsk styrka på 15 000 man, ledd av kung Edvard I besegrar en skotsk styrka på 6 000 man, som leds av den skotske upprorsledaren och frihetshjälten William Wallace, i slaget vid Falkirk. Slaget blir en avgörande engelsk seger, eftersom den dels leder till att Wallace strax därefter avgår från posten som Skottlands väktare och segern visar att Edvard inte är en så svag kung, som folk har börjat misstänka (på grund av tidigare nederlag mot Wallace och kostsamma krigsföretag mot Frankrike).
- 1456 – Den två veckor långa belägringen av Belgrad, som har pågått sedan 4 juli, tar slut, då en ungersk styrka under János Hunyadis ledning besegrar de belägrande osmanerna, som leds av sultan Mehmet II, i slaget vid Nándorfehérvár, sedan osmanerna dagen innan har tågat in i staden. Slaget blir en viktig kristen seger, eftersom det visar de deltagande ungrarna och serberna (och i förlängningen hela det kristna Europa) att osmanerna inte är oslagbara. Därmed uppskjuts den muslimska erövringen av Ungern med 70 år och den kristna världen räddas från muslimerna för tillfället. Segern leder också till att 22 juli firas som nationell minnesdag i Ungern än idag (2025).
- 1805 – En brittisk flotteskader på 15 linjeskepp, ledd av amiral Robert Calder, utkämpar slaget vid Kap Finisterre utanför Spaniens nordvästkust mot en fransk-spansk flotta på 20 linjeskepp, ledd av amiral Pierre-Charles de Villeneuve, som är på hemväg från Västindien. Slaget får ingen avgörande betydelse och Calder blir senare ställd inför krigsrätt och kraftigt reprimerad, för att han inte återupptar striderna dagen därpå och alltså inte förhindrar Villeneuve att förena sin flotta med Ferroleskadern, vilket skulle kunna ha lett till det avgörande slag, som skulle ha räddat Storbritannien från hotet av en fransk invasion. Å andra sidan väljer Villeneuve att inte återvända till Brest, för att där förena sig med andra franska fartyg och rensa Engelska kanalen inför en fransk invasion.
- 1863 – De svensk-norska och danska kungarna Karl XV och Fredrik VII träffas i Skodsborg utanför Köpenhamn. Under det så kallade Skodsborgsmötet lovar Karl XV på eget bevåg, utan att tidigare ha konfererat med den svenska regeringen eller utrikesminister Ludvig Manderström, att Sverige-Norge ska erbjuda danskarna militärt stöd med minst 20 000 man i deras konflikt med Preussen om de syddanska hertigdömena Schleswig och Holstein. När resultatet av mötet kommer till den svenska regeringens kännedom hålls i september en regeringskonferens, där de svenska och norska regeringarna upphäver kungens löfte, för att man inte ska riskera att Sverige ska hamna i krig. När krig utbryter mellan Danmark och Preussen året därpå uteblir alltså den svensk-norska hjälpen (förutom några hundra frivilliga svenskar) och Danmark förlorar kriget och hertigdömena.
- 1894 – Världens första bilsporttävling organiseras av den franska tidningen Le petit journal och går mellan de franska städerna Paris och Rouen. Den har föregåtts av fyra dagars uppvisning av de deltagande fordonen och ett kvalificeringslopp på 50 kilometer runt Paris. Den förste som kommer i mål i Rouen efter den 127 kilometer långa sträckan är Jules-Albert de Dion, men eftersom hans ångbil har en kolmatare blir han diskvalificerad. Vinnaren av de 5 000 franc, som utgör vinstsumman, går istället till Albert Lemaître, som kör en Peugeot.
- 1933 – Amerikanen Wiley Post landar i New York efter att ha genomfört den första soloflygningen jorden runt på 7 dygn, 18 timmar och 49 minuter. Detta är 21 timmar snabbare än hans tidigare jorden runt-flygning 1930 (som han genomförde tillsammans med navigatören Harold Gatty) och Post tas emot som en hjälte med parad genom staden. Två år senare omkommer han i en flygolycka, då hans flygplan havererar vid starten.
- 1934 – Bankrånaren och gangstern John Dillinger blir nedskjuten av FBI-agenter, när han kommer ut från en biograf i Chicago. Han träffas av fem skott, varav ett i nacken, och dör mycket snabbt. Under sin korta brottskarriär (sedan året före) har den 30-årige Dillinger och hans kumpaner genomfört så många rån, att polisen har utnämnt honom till ”Samhällets fiende nummer 1” (engelska: ”Public Enemy no. 1”) och även om många andra gangstrar verkar vid samma tid kommer det tidiga 30-talet sedermera att benämnas ”Dillinger-eran”.
- 1942 – Efter att nazisterna under den så kallade Wannseekonferensen i januari har beslutat att ”den slutgiltiga lösningen” på judefrågan ska innebära utrotning av Europas judar i koncentrationsläger inleder man denna dag deportationer av judar från Warszawa i det tyskockuperade Polen till koncentrationslägret Treblinka, vars verksamhet inleds dagen därpå. Lägret används fram till oktober året därpå, då de sista fångarna skjuts ihjäl och lägret stängs. Under dess användningsperiod mördas mellan 700 000 och 1,2 miljoner människor där.
- 1991 – Amerikansk polis griper serie- och sexualmördaren Jeffrey Dahmer i hans hem i Milwaukee i Wisconsin, sedan ett av hans tilltänkta offer har lyckats fly. I hans hem finner man välbevarade kroppsdelar efter flera av Dahmers tidigare offer, och det visar sig att han under 13 år (sedan 1978) har våldtagit och mördat 17 män och pojkar, sedermera även med inslag av nekrofili och kannibalism. Dahmer diagnostiseras med borderline personlighetsstörning, men man finner att han har varit vid sina sinnens fulla bruk, när han har begått morden och han döms därför till 15 livstidsstraff (sedermera utökat med ett till). 1994 blir han ihjälslagen av en medfånge.
- 2003 – Den irakiske diktatorn Saddam Husseins båda söner Uday och Qusay blir ihjälskjutna tillsammans med Qusays 14-årige son, av amerikanska styrkor i irakiska Mosul. Uday, som är den äldste, har tidigare varit Saddams tronarvinge, men denna ära har nyligen överflyttats till Qusay, eftersom Uday efter ett tidigare mordförsök har börjat uppvisa ett alltmer irrationellt beteende.
- 2005 – Den brasilianske elektrikern Jean Charles de Menezes, som är bosatt i Storbritanniens huvudstad London sedan tre år tillbaka, blir skjuten till döds av brittisk polis vid tunnelbanestationen Stockwell, då han misstänks vara delaktig i ett misslyckat bombdåd i staden dagen före, vilket i sin tur ses som en fortsättning på de bombdåd som staden utsattes för den 7 juli samma år. Då utredningen sedermera visar, att de Menezes är oskyldig leder detta till kraftig debatt i Storbritannien om polisens ”skjut för att döda”-inställning, som går under kodnamnet Operation Kratos. Kodnamnet avskaffas 2007, men förfarandet fortsätter än idag (2025).
- 2011 – Norge utsätts för ett dubbelt terroristattentat, först genom att en bilbomb briserar i regeringskvarteren i huvudstaden Oslo vid halv fyra-tiden, vilken dödar 8 personer och skadar flera regeringsbyggnader, därefter genom att den ensamme gärningsmannen beger sig till Arbeiderpartiets ungdomsförbunds sommarläger på ön Utøya några mil därifrån och först utger sig för att vara polis, men sedan börjar skjuta ungdomar på lägret och dödar 69 personer där, innan han stoppas efter en timme. Man misstänker först att dåden har utförts av någon terroristorganisation, men det visar sig snart att de har utförts av den ensamme norrmannen Anders Behring Breivik, som året därpå döms till 21 års fängelse (det strängaste straffet i norsk lag) för dåden.

## Födda
- 1210 – Joan av England, Skottlands drottning
- 1478 – Filip den sköne, kung av Kastilien
- 1535 – Katarina Gustavsdotter (Stenbock), Sveriges drottning
- 1559 – Laurentius av Brindisi, italiensk kyrkolärare och helgon
- 1621 – Anthony Cooper, engelsk statsman
- 1647 – Marguerite-Marie Alacoque, fransk jungfru, nunna, mystiker och helgon
- 1733 – Michail Sjtjerbatov, rysk statsman, historiker, författare, tidningsman, filosof och ideolog
- 1738 – Nils Henric Liljensparre, svensk polis och ämbetsman, polismästare i Stockholm
- 1751 – Caroline Mathilde av Storbritannien, Danmarks och Norges drottning
- 1784 – Friedrich Wilhelm Bessel, tysk matematiker och astronom
- 1817 – Andrew Parsons, amerikansk demokratisk politiker, guvernör i Michigan
- 1820 – Louis P. Harvey, amerikansk republikansk politiker, guvernör i Wisconsin
- 1829 – Jonathan Chace, amerikansk republikansk politiker, senator för Rhode Island
- 1831 – Komei, kejsare av Japan
- 1834 – Anders Willman, svensk operasångare och teaterchef
- 1849 – Emma Lazarus, amerikansk poet
- 1878 – Janusz Korczak, polsk läkare, författare och barnpedagog
- 1880 – Charles W. Tobey, amerikansk politiker, guvernör i New Hampshire och senator för samma delstat
- 1882 – Edward Hopper, amerikansk målare
- 1884 – Halvor Floden, norsk barnboksförfattare
- 1887 – Gustav Hertz, tysk fysiker, mottagare av Nobelpriset i fysik 1925
- 1888 – Selman Waksman, amerikansk biokemist, mottagare av Nobelpriset i fysiologi eller medicin 1952
- 1890 – Rose Fitzgerald Kennedy, amerikansk politikerhustru och matriark
- 1892 – Arthur Seyss-Inquart, österrikisk-tysk nazistisk politiker och jurist
- 1898 – Alexander Calder, amerikansk skulptör
- 1917 – Lothar Lindtner, norsk skådespelare och sångare
- 1923 – Bob Dole, amerikansk republikansk politiker och advokat, senator för Kansas
- 1928
  - Robert Bergland, amerikansk demokratisk politiker, USA:s jordbruksminister
  - Åke Lindström, svensk skådespelare och regissör
- 1934 – Louise Fletcher, amerikansk skådespelare
- 1936 – John Albrechtson, seglare, OS-guld 1976
- 1938 – Terence Stamp, brittisk skådespelare
- 1940 – Vera Tschechowa, tysk skådespelare
- 1942 – Lars Färnlöf, svensk trumpetare
- 1944 – Rick Davies, brittisk musiker, sångare i gruppen Supertramp
- 1945 – Peter Kropénin, svensk filmproducent
- 1946
  - Jim Edgar, amerikansk republikansk politiker, guvernör i Illinois
  - Danny Glover, amerikansk skådespelare
  - Mireille Mathieu, fransk sångare
  - Paul Schrader, amerikansk regissör och manusförfattare
- 1947
  - Albert Brooks, amerikansk regissör och skådespelare
  - Don Henley, amerikansk rockmusiker, sångare och låtskrivare, trumslagare i gruppen The Eagles
- 1948
  - John B. Larson, amerikansk demokratisk politiker, kongressledamot
  - Per Mattsson, svensk skådespelare
- 1949
  - Alan Menken, amerikansk filmmusikkompositör
  - Lasse Virén, finländsk långdistanslöpare och samlingspartistisk politiker
- 1954 – Steve LaTourette, amerikansk republikansk politiker, kongressledamot
- 1955 – Willem Dafoe, amerikansk skådespelare
- 1962 – Steve Albini, amerikansk musiker och musikproducent
- 1964
  - John Leguizamo, colombiansk-amerikansk skådespelare och komiker
  - Anneke von der Lippe, norsk skådespelare
  - David Spade, amerikansk skådespelare, komiker och TV-personlighet
- 1965 – Robert Aderholt, amerikansk republikansk politiker
- 1969 – Despina Vandi, grekisk-tysk sångare, fotomodell och skådespelare
- 1970 – Sergej Zubov, rysk ishockeyspelare
- 1973
  - Daniel Jones, brittisk-australisk musiker, medlem i gruppen Savage Garden
  - Rufus Wainwright, amerikansk-kanadensisk sångare, musiker och låtskrivare
- 1974 – Sonija Kwok, hongkongsk skådespelare och fotomodell
- 1978 – A.J. Cook, amerikansk skådespelare
- 1980 – Dirk Kuyt, nederländsk fotbollsspelare
- 1981 – Frida Selander, svensk musiker
- 1984 – Elin Lanto, svensk sångare
- 1986 – Iefke van Belkum, nederländsk vattenpolospelare
- 1987 – Charlotte Kalla, svensk längdskidåkare, bragdmedaljör
- 1992 – Selena Gomez, amerikansk skådespelare och sångare
- 2013 – George, brittisk arvprins, son till prinsparet William och Catherine

## Avlidna
- 1461 – Karl VII, kung av Frankrike
- 1619 – Laurentius av Brindisi, italiensk kyrkolärare och helgon
- 1676 – Clemens X, född Emilio Altieri, påve
- 1700 – Alderano Cibo, italiensk kardinal
- 1826 – Giuseppe Piazzi, italiensk astronom
- 1832 – Napoleon II, titulärkejsare av Frankrike
- 1833 – Jesse Wharton, amerikansk demokratisk-republikansk politiker, senator för Tennessee
- 1850 – Arvid Mauritz Posse, svensk greve och politiker, lantmarskalk och riksmarskalk, Sveriges justitiestatsminister
- 1853 – Christoffer Wilhelm Eckersberg, dansk målare
- 1869 – Henry H. Crapo, amerikansk republikansk politiker, guvernör i Michigan
- 1896 – George W. Jones, amerikansk demokratisk politiker och diplomat, senator för Iowa
- 1900 – Elias Carr, amerikansk demokratisk politiker, guvernör i North Carolina
- 1908 – Randal Cremer, brittisk arbetarledare och pacifist, mottagare av Nobels fredspris 1903
- 1919 – Gustaf Retzius, svensk anatom och professor, ledamot av Svenska Akademien
- 1932
  - Errico Malatesta, italiensk kommunistisk anarkist, revolutionär, propagandist och agitator
  - Florenz Ziegfeld, amerikansk teaterproducent och impressario
- 1934 – John Dillinger, amerikansk gangster och bankrånare, känd som ”Samhällets fiende nr 1”
- 1953 – Edward L. Leahy, amerikansk demokratisk politiker och jurist, senator för Rhode Island
- 1960 – Leif Hallberg, svensk skådespelare
- 1967 – Carl Sandburg, amerikansk författare
- 1979
  - Sándor Kocsis, ungersk fotbollsspelare
  - Stein Rokkan, norsk statsvetare
- 1982 – Sven Paddock, svensk sångtextförfattare, kompositör och radioman
- 1990 – Manuel Puig, argentinsk författare
- 1992 – David Wojnarowicz, amerikansk homosexuell målare, fotograf, författare och performancekonstnär
- 1998
  - Rolf Botvid, svensk skådespelare och manusförfattare
  - Michael Denison, brittisk skådespelare
- 2000 – Staffan Burenstam Linder, svensk moderat politiker och nationalekonom, Sveriges handelsminister, europaparlamentariker
- 2003
  - Marie Ahrle, svensk skådespelare
  - Uday Hussein, irakisk politiker
  - Qusay Hussein, irakisk politiker
- 2004 – Sacha Distel, fransk jazzmusiker och sångare
- 2005 – Jean Charles de Menezes, brasiliansk elektriker
- 2007 – Ulrich Mühe, tysk skådespelare
- 2008 – Estelle Getty, amerikansk skådespelare
- 2009 – Harry Goldstein, svensk skådespelare och regissör
- 2010 – Kenny Guinn, amerikansk republikansk politiker, guvernör i Nevada
- 2011 – Linda Christian, mexikansk-amerikansk skådespelare
- 2012
  - George Armitage Miller, amerikansk psykolog
  - Oswaldo Payá, kubansk oppositionsledare
- 2014 – Ingrid Östergren, svensk skådespelare
- 2016 – Ursula Franklin, tysk-kanadensisk fysiker
- 2019 – Li Peng, kinesisk politiker, premiärminister
- 2024 – John Mayall, amerikansk bluesmusiker
- 2025 – Ozzy Osbourne, brittisk rocksångare, sångare för Black Sabbath